# Municipio de Beemer
El municipio de Beemer (en inglés: Beemer Township) es un municipio ubicado en el condado de Cuming en el estado estadounidense de Nebraska. En el año 2010 tenía una población de 862 habitantes y una densidad poblacional de 9,31 personas por km².

## Geografía
El municipio de Beemer se encuentra ubicado en las coordenadas 41°57′15″N 96°50′49″O / 41.95417, -96.84694. Según la Oficina del Censo de los Estados Unidos, el municipio tiene una superficie total de 92.56 km², de la cual 91,11 km² corresponden a tierra firme y (1,56 %) 1,45 km² es agua.

## Demografía
Según el censo de 2010, había 862 personas residiendo en el municipio de Beemer. La densidad de población era de 9,31 hab./km². De los 862 habitantes, el municipio de Beemer estaba compuesto por el 93,27 % blancos, el 0,35 % eran amerindios, el 0,35 % eran asiáticos, el 4,41 % eran de otras razas y el 1,62 % eran de una mezcla de razas. Del total de la población el 6,5 % eran hispanos o latinos de cualquier raza.